# 덴분의 난
덴분의 난(일본어: 天文の乱)은 일본 센고쿠 시대의 덴분 11년에서 17년까지 6년간(1542년 ~ 1548년)에 걸쳐 일어난 다테 가문 당주 다테 다네무네(伊達稙宗)와 적남 하루무네(晴宗) 부자 사이의 내분과 그로 인하여 도호쿠 지방 일대에서 발생한 일련의 전란을 말한다. 우쓰로의 난(洞の乱)이라고 불리기도 한다.

## 배경
에이쇼 11년(1514년)에 가독을 상속하여 다테 가문 제 14대 당주가 된 다테 다네무네는 그 후 30년에 걸쳐 많은 자식들을 주변 다이묘에게 보내어(양자·혼인) 세력을 확장하였다. 그리하여 덴분 연간 초두에는 무쓰국 10개 군을 지배하에 두고 무쓰 슈고직을 획득하여 모가미 씨(最上)·소마씨(相馬)·아시나씨(蘆名)·오자키 씨(大崎)·가사이 씨(葛西) 등 오우(奥羽) 남부의 다이묘 대부분을 다테 가문에 종속시키기에 이르렀다.
이렇게 오우에서 일대 세력을 구축한 다네무네는 일거에 크게 확장된 다테 가문의 통제를 위하여 분국법을 제정하는 등 집권화를 강하게 추진하였다. 또한 한편으로 종속시킨 다이묘에 대해서는 유화책을 펴서, 사위 소마 아키타네(相馬顕胤)에게 영지를 나누어 주려고 하였으나, 이 증여안에 다네무네의 적남 하루무네가 맹렬하게 반발하여 부자 간의 대립이 싹트기 시작하였다.
이 후 이러한 부자 간의 대립을 결정적으로 만드는 사건이 발생한다. 다테 가문의 세력을 더욱 확장하려는 다네무네는 3남 도키무네마루(후의 다테 사네모토(伊達実元))를 에치고 슈고 우에스기 사다자네(上杉定実)의 양자로 보내려고 하였으나, 덴분 9년(1540년)에 에치고에서 이 양자 건을 반대하는 고쿠진 영주 혼조 후사나가(本庄房長)등이 거병하여 분쟁으로 발전하였다. 다네무네는 이러한 반대파에게 대항하기 위하여 에치고에 입국하는 도키무네마루에게 가신 100명을 선발하여 수행하게 하기로 하였다. 그러나 이렇게 정예 가신과 병사를 선발하여 보내면 다테 가문이 약체화 될 것을 걱정한 하루무네는 나카노 무네토키(中野宗時)·고오리 가게나가(桑折景長) 등 다네무네의 집권화 정책에 반대하는 중신들의 지지를 얻어 부친 다네무네를 연금하기로 결의하였다.

## 경과
덴분 11년(1542년) 6월, 하루무네는 매 사냥뒤 귀환하던 다네무네를 습격하여 거성 니시야마 성(西山城)에 유폐하였다. 그러나 다네무네는 곧 측근에 의하여 구출되어 사위 가케타 도시무네(懸田俊宗)의 거성 가케타 성(懸田城)으로 탈출하여, 소마 아키타네를 비롯한 인척관계의 다이묘들에게 구원을 요청하였다.
이 때문에 다테 가문의 내분은 단숨에 오우의 많은 다이묘를 끌어 들여 대규모의 전란으로 번졌다. 당초의 전황은 주변 다이묘의 대부분이 가담한 다네무네 파가 우세하였으나, 덴분 16년(1547년), 다네무네 파의 다무라 다카아키(田村隆顕)와 아시나 모리우지(蘆名盛氏)가 불화하여 양자가 다투기 시작하자, 아시나 가문은 하루무네 편으로 돌아섰다. 이 때문에 전황은 일변하여 하루무네 파가 우세하게 되어, 결국 이듬해 덴분 17년(1548년) 9월, 쇼군 아시카가 요시테루의 중재로 다네무네가 은거하고 하루무네에게 가독을 물려주는 조건으로 화의가 성립되었다.
동시에 에치고에서도 도키무네마루의 양자 건에 대한 찬성파와 반대파로 나뉘어 전투가 벌어졌으나, 양자 찬성파의 우에스기 사다자네(上杉定実)·나카조 후지스케(中条藤資) 등이 반대파인 슈고다이 나가오 하루카게(長尾晴景)와 에치고 고쿠진 들에게 패하여 도키무네마루의 양자 건은 결국 완전히 좌절되었다.

## 영향
6년간에 걸친 전란으로 다네무네가 당주가 된 뒤부터 확대일로를 걸어온 다테 가문의 세력은 단숨에 쇠퇴하였다. 우선, 다테 가문에 복속하였던 오우의 다이묘들 중 아시나·소마·모가미 가문 등이 혼란을 틈타고 독립하여 세력을 확장하였는데, 특히 아시나 가문은 다테 가문과 어깨를 겨룰 정도로 유력한 다이묘로 성장하였다. 또한 오자키·가사이 양 가문도 양자로 들인 다네무네의 자식들이 축출당하여 다테 가문의 영향력이 미치지 않게 되었다.
한편, 다테 가문 내에서도 다네무네 파였던 가케타 도시무네 등이 화평안에 불복하여 하루무네에게 계속 반항하여, 이들을 진압하는데 5년 여가 걸렸다. 그리고 하루무네 파의 중신 나카노 무네토키가 난중에 아들 히사나카(久仲)를 마키노 가문(牧野氏)의 후계자로 보내는 등 세력을 길러 가문 내 최대 실력자로서 권세를 휘두르게 되었다. 하루무네는 난 종결 후 가문을 추스르고 다시 집권화를 추진하려고하나, 도움을 받은 하루무네 파의 중신들에게는 슈고 불입권 등의 특권을 인정할 수 밖에 없었다. 이러한 난의 후유증은 하루무네의 아들 데루무네(輝宗) 대에 이르러서야 간신히 정리되었다.
에치고에서는 덴분 19년(1550년)에 우에스기 사다자네가 후사를 얻지 못한채로 사망하여, 에치고 슈고 우에스기 가문은 단절되었다. 그 때문에 나가오 하루카게의 동생으로 슈고다이가 된 나가오 가게토라(長尾景虎, 후의 우에스기 겐신)이 에치고 국주가 되어 명실공히 센고쿠 다이묘로서의 지위를 획득하게 되었다.